# Cédrick Desjardins
Cédrick Desjardins (né le 30 septembre 1985 à Edmundston, au Nouveau-Brunswick, Canada) est un joueur professionnel canadien de hockey sur glace. Il joue au poste de gardien de but.

## Biographie
Cédrick Desjardins a déménagé dans le Kamouraska dans les villes de Saint-Pascal et de La Pocatière au Québec dès son très jeune âge. Il a été repêché en 2002 par l'Océanic de Rimouski de la Ligue de hockey junior majeur du Québec, 200e au total. Il commence sa carrière dans la LHJMQ lors de la saison 2002-03 avec l'Océanic. À l'image de l'équipe, il ne connaît pas une très bonne saison, enregistant seulement un gain en 23 parties.
Lors de la saison 2004-2005, il devient le gardien numéro 1 de l'équipe, menant l'Océanic, avec à ses côtés la jeune étoile montante Sidney Crosby, à la Coupe Memorial, la grande finale de la Ligue canadienne de hockey. Ils s'inclinent cependant en finale devant les Knights de London au score de 4-0.
Durant l'entre-saison, Desjardins est échangé aux Remparts de Québec à titre de joueur de 20 ans, signifiant par là sa dernière année d'admissibilité dans les rangs juniors. Au cours de la saison 2005-2006, il connaît des périodes de succès parsemées de périodes plus creuses. Il réussit néanmoins à mener son équipe jusqu'à la finale de la Coupe du Président de la LHJMQ contre les Wildcats de Moncton, mais ils baissent pavillon au compte de 4 matchs à 2. Ils se qualifient néanmoins pour le tournoi de la Coupe Memorial en vertu du statut d'équipe hôtesse du tournoi des Wildcats de Moncton. Lors de la grande finale de tournoi de la Ligue canadienne de hockey, ils retrouvent à nouveau les Wildcats. Cette fois, Desjardins offre une solide performance, bloquant 46 des 48 tirs dirigés contre lui, aidant les Remparts à remporter le match au compte 6-2 et à mettre la main sur l'édition 2006 de la Coupe Memorial. Il remporte également le trophée Hap-Emms remis annuellement au meilleur gardien de but de la Coupe Memorial.
En septembre 2006, Desjardins est invité au camp d'entraînement des Blackhawks de Chicago. Au cours de l'entre-saison 2006, il signe un contrat avec les Bulldogs de Hamilton de la Ligue américaine de hockey, le club-école des Canadiens de Montréal, .
Le 11 octobre 2006, les Bulldogs de Hamilton assignent Desjardins à leur filiale des Cyclones de Cincinnati de l'East Coast Hockey League (ECHL) où il joue l'essentiel de la saison, ne jouant que 3 matchs avec les Bulldogs. le 17 janvier 2007, il représente les Cyclones de Cincinnati au Match des étoiles. Il remporte la victoire, en étant le seul gardien à blanchir l'adversaire. À la fin de cette saison, il est élu sur l'équipe d'étoiles des recrues de la ligue.
Il est élu gardien du mois de février 2008 de l'ECHL.  
Le 3 juillet 2008, à la suite de sa nomination comme joueur le plus utile des séries de l'ECHL, lors du triomphe des Cyclones de Cincinnati en finale de la coupe Kelly, il signe un contrat de deux ans avec les Canadiens de Montréal.
En janvier 2010, il est élu gardien du mois de décembre de la  Ligue américaine de hockey et il est invité au Match des étoiles de cette ligue. Lors des compétitions d'habiletés, il est nommé le gardien par excellence de la compétition et le lendemain, il remporte la victoire dans les buts d'équipe Canada lors du match et en arrêtant 4 des 5 lancers contre lui lors des tirs de fusillade.
À la fin de la saison régulière 2009-2010, il est élu au sein de la 2e équipe d'étoile de la Ligue américaine de hockey.
En juillet 2010, il signe un contrat d'un an avec les Canadiens de Montréal mais il est échangé un mois plus tard au Lightning de Tampa bay.
Le 1er juillet 2012, il signe un contrat d'une durée d'un an avec les Canadiens de Montréal.
Le 14 février 2013, il est à nouveau échangé à Tampa Bay en retour du gardien Dustin Tokarski. Devenant agent libre au 1er juillet 2014, il s'entend alors avec les Rangers de New York.
Cédrick Desjardins possède un tournoi de baseball portant son nom à La Pocatière. Son numéro 30 est retiré et flotte dans les hauteurs du Centre Bombardier de La Pocatière .

## Statistiques
| Saison       | Équipe                    | Ligue        |     | Saison régulière | Saison régulière | Saison régulière | Saison régulière | Saison régulière | Saison régulière | Saison régulière | Saison régulière | Saison régulière | Saison régulière |    | Séries éliminatoires | Séries éliminatoires | Séries éliminatoires | Séries éliminatoires | Séries éliminatoires | Séries éliminatoires | Séries éliminatoires | Séries éliminatoires | Séries éliminatoires |
| Saison       | Équipe                    | Ligue        | PJ  | V                | D                | Pr/N             | Min              | BC               | Moy              | % Arr            | Bl               | Pun              | PJ               | V  | D                    | Min                  | BC                   | Moy                  | % Arr                | Bl                   | Pun                  |                      |                      |
| 2002-2003    | Frontaliers de Cooaticook | LHJAAAQ      | 12  |                  |                  |                  |                  |                  |                  |                  |                  |                  | -                | -  | -                    | -                    | -                    | -                    | -                    | -                    | -                    |                      |                      |
| 2002-2003    | Océanic de Rimouski       | LHJMQ        | 23  | 1                | 19               | 0                | 1 239            | 109              | 5,28             | 87,0             | 0                | 0                | -                | -  | -                    | -                    | -                    | -                    | -                    | -                    | -                    |                      |                      |
| 2003-2004    | Océanic de Rimouski       | LHJMQ        | 20  | 8                | 11               | 0                | 1 119            | 72               | 3,86             | 90,1             | 0                | 4                | 1                | 0  | 0                    | 14                   | 0                    | 0,00                 | 100                  | 0                    | 0                    |                      |                      |
| 2004-2005    | Océanic de Rimouski       | LHJMQ        | 44  | 30               | 7                | 4                | 2 439            | 120              | 2,95             | 90,9             | 2                | 9                | 13               | 12 | 1                    | 767                  | 34                   | 2,66                 | 92,7                 | 1                    | 0                    |                      |                      |
| 2005-2006    | Remparts de Québec        | LHJMQ        | 41  | 28               | 10               | 0                | 2 254            | 111              | 2,95             | 90,6             | 5                | 18               | 23               | 14 | 9                    | 1 413                | 60                   | 2,55                 | 92,7                 | 1                    | 0                    |                      |                      |
| 2006-2007    | Cyclones de Cincinnati    | ECHL         | 44  | 24               | 19               | 1                | 2 648            | 112              | 2,54             | 91,7             | 4                | 4                | 10               | 6  | 4                    | 595                  | 28                   | 2,82                 | 91,3                 | 0                    | 0                    |                      |                      |
| 2006-2007    | Bulldogs de Hamilton      | LAH          | 3   | 0                | 2                | 0                | 142              | 7                | 2,96             | 87,9             | 0                | 0                | -                | -  | -                    | -                    | -                    | -                    | -                    | -                    | -                    |                      |                      |
| 2007-2008    | Cyclones de Cincinnati    | ECHL         | 22  | 16               | 4                | 2                | 1 285            | 41               | 1,91             | 93,4             | 5                | 19               | 16               | 11 | 4                    | 947                  | 29                   | 1,84                 | 93,9                 | 1                    | 17                   |                      |                      |
| 2007-2008    | Bulldogs de Hamilton      | LAH          | 12  | 4                | 4                | 1                | 572              | 29               | 3,04             | 90,9             | 0                | 2                | -                | -  | -                    | -                    | -                    | -                    | -                    | -                    | -                    |                      |                      |
| 2008-2009    | Bulldogs de Hamilton      | LAH          | 30  | 16               | 12               | 0                | 1 718            | 73               | 2,55             | 91,9             | 4                | 2                | -                | -  | -                    | -                    | -                    | -                    | -                    | -                    | -                    |                      |                      |
| 2009-2010    | Bulldogs de Hamilton      | LAH          | 47  | 29               | 9                | 4                | 2 576            | 86               | 2,00             | 91,9             | 6                | 0                | 10               | 6  | 4                    | 596                  | 26                   | 2,62                 | 90,2                 | 1                    | 0                    |                      |                      |
| 2010-2011    | Lightning de Tampa Bay    | LNH          | 2   | 2                | 0                | 0                | 120              | 2                | 1,00             | 96,8             | 0                | 0                | -                | -  | -                    | -                    | -                    | -                    | -                    | -                    | -                    |                      |                      |
| 2010-2011    | Admirals de Norfolk       | LAH          | 24  | 15               | 6                | 1                | 1 391            | 60               | 2,59             | 90,5             | 1                | 0                | -                | -  | -                    | -                    | -                    | -                    | -                    | -                    | -                    |                      |                      |
| 2011-2012    | Monsters du lac Érié      | LAH          | 32  | 16               | 11               | 5                | 1 936            | 68               | 2,11             | 93,2 %           | 3                | 10               | -                | -  | -                    | -                    | -                    | -                    | -                    | -                    | -                    |                      |                      |
| 2012-2013    | Lightning de Tampa Bay    | LNH          | 3   | 0                | 3                | 0                | 160              | 8                | 3,00             | 89               | 0                | 0                | -                | -  | -                    | -                    | -                    | -                    | -                    | -                    | -                    |                      |                      |
| 2012-2013    | Bulldogs de Hamilton      | LAH          | 22  | 7                | 13               | 2                | 1 285            | 63               | 2,94             | 90,5             | 2                | 4                | -                | -  | -                    | -                    | -                    | -                    | -                    | -                    | -                    |                      |                      |
| 2012-2013    | Crunch de Syracuse        | LAH          | 14  | 8                | 5                | 1                | 851              | 30               | 2,12             | 91,8             | 3                | 0                | 18               | 13 | 5                    | 1 098                | 42                   | 2,30                 | 90,8                 | 3                    | 4                    |                      |                      |
| 2013-2014    | Crunch de Syracuse        | LAH          | 35  | 9                | 18               | 4                | 1 984            | 93               | 2,81             | 90,0             | 2                | 4                | -                | -  | -                    | -                    | -                    | -                    | -                    | -                    | -                    |                      |                      |
| 2013-2014    | Lightning de Tampa Bay    | LNH          | 1   | 0                | 1                | 0                | 19               | 2                | 6,67             | 84,6             | 0                | 2                | -                | -  | -                    | -                    | -                    | -                    | -                    | -                    | -                    |                      |                      |
| 2014-2015    | Wolf Pack de Hartford     | LAH          | 15  | 8                | 3                | 1                | 800              | 35               | 2,63             | 91,0             | 1                | 2                | -                | -  | -                    | -                    | -                    | -                    | -                    | -                    | -                    |                      |                      |
| 2015-2016    | Monarchs de Manchester    | ECHL         | 5   | 2                | 2                | 0                | 242              | 11               | 2,73             | 90,1             | 0                | 0                | -                | -  | -                    | -                    | -                    | -                    | -                    | -                    | -                    |                      |                      |
| 2015-2016    | Fuel d'Indy               | ECHL         | 1   | 1                | 0                | 0                | 48               | 2                | 2,52             | 93,1             | 0                | 0                | -                | -  | -                    | -                    | -                    | -                    | -                    | -                    | -                    |                      |                      |
| 2016-2017    | Marquis de Jonquière      | LNAH         | 17  | 13               | 3                | 1                | 977              | 41               | 2,52             | 90,4             | 0                | 2                | 15               | 12 | 3                    | 905                  | 33                   | 2,19                 | 91,7                 | 1                    | 12                   |                      |                      |
| 2017-2018    | Marquis de Jonquière      | LNAH         | 28  |                  |                  |                  | 1 564            | 81               | 3,11             | 90,1             | 0                | 8                | 5                |    |                      |                      |                      | 2,01                 | 92,2                 |                      |                      |                      |                      |
| 2018-2019    | Marquis de Jonquière      | LNAH         | 33  |                  |                  |                  |                  |                  |                  |                  |                  | 14               | 21               |    |                      |                      |                      |                      |                      |                      | 10                   |                      |                      |
| 2019-2020    | Marquis de Jonquière      | LNAH         | 27  |                  |                  |                  | 1 106            | 98               | 4,18             | 88,5             | 0                | 2                | -                | -  | -                    | -                    | -                    | -                    | -                    | -                    | -                    |                      |                      |
| Totaux LHJMQ | Totaux LHJMQ              | Totaux LHJMQ | 128 | 67               | 47               | 4                | 7 051            | 412              | 3,51             | 89,8             | 7                | 31               | 37               | 26 | 10                   | 2 194                | 94                   | 2,57                 | 92,8                 | 2                    | 0                    |                      |                      |
| Totaux LNH   | Totaux LNH                | Totaux LNH   | 6   | 2                | 4                | 0                | 299              | 12               | 2,41             | 91,9             | 0                | 0                | -                | -  | -                    | -                    | -                    | -                    | -                    | -                    | -                    |                      |                      |

## Honneurs et distinctions
- Ligue de Hockey junior majeur du Québec
  - Joueur de la semaine : semaine 20 (du 06 au 12 février 2006)
- Ligue Canadienne de hockey
  - Gardien de but de la semaine RBK  : semaine 01 (du 20 au 22 octobre 2006)
  - Trophée Hap-Emms du meilleur gardien de but de la Coupe Memorial 2006
- Ligue américaine de hockey
  - 2010 : sélectionné pour le Match des étoiles avec l'équipe Canada.
  - 2010 : nommé dans la deuxième équipe d'étoiles.
  - 2010 : récipiendaire avec Curtis Sanford du trophée Harry-« Hap »-Holmes